# アンソニー・ホロヴィッツ
アンソニー・ホロヴィッツ（ホロウィッツ、Anthony Horowitz、CBE、1955年4月5日 - ）は、イギリスの小説家、推理・サスペンスドラマの脚本家。ヤングアダルト向けの代表作に「ダイヤモンド・ブラザーズ」、「女王陛下の少年スパイ! アレックス」、"The Power of Five" など。一般小説の代表作に"Mindgame" （2001年）、シャーロック・ホームズシリーズの『絹の家』（2011年）、『モリアーティ』（2014年）など。イアン・フレミング財団からジェームズ・ボンドシリーズの新作『007 逆襲のトリガー』（原題：Trigger Mortis ）の著者に選ばれた。ITVの『名探偵ポワロ』や『バーナビー警部』などのテレビドラマの脚本も手広く手掛けており、他にも『刑事フォイル』や"Collision" 、"Injustice" の筆頭脚本家を務めるとともに製作から携わっている。

## 生い立ち

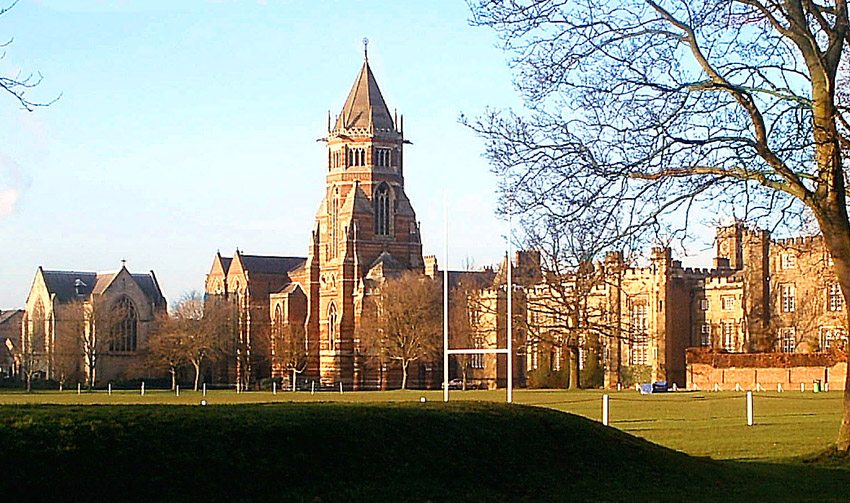
ホロヴィッツが通っていたラグビー校

1955年、ロンドン・パディントンの裕福なユダヤ人の家庭に生まれ、幼少期はアッパーミドルクラスの生活を送る。子供の頃は太っていたこともあり、良い思いはせず、父の書斎から本を持ってきては読みふけっていた。8歳の時、ミドルセックス・ハーロウのボーディング・スクール、オーリー・ファーム・スクールに送られ、仲間たちに自分が読んだ本の話を聞かせることを楽しんだ。校長先生からよく叩かれたことを思い出しながら、当時を“ひどい時期”だったと振り返る。13歳になると、ラグビー校へ入学、書くことの楽しさに出会う。
『フランケンシュタイン』や『吸血鬼ドラキュラ』を教えてくれた母は、13歳の誕生日に頭蓋骨をプレゼントしてくれたといい、そんな母のことが大好きだった。物書きになりたいと思うようになったのは8歳の時で、書いている時にすごく楽しいと気付いた時だった。1977年、英文学と美術史の学位を取得してヨーク大学を卒業、英文学の成績は下から2番目のクラスだった。
あるインタビューでは、H・P・ラヴクラフトの作品に登場する架空の書物『ネクロノミコン』を実在すると思っていたと語っている。
父親は元首相のハロルド・ウィルソンら政治家たちや、実業家のエリック・ミラーらと関係があった。破産した父は資産をスイス銀行に移したが、父はアンソニーが22歳の時に癌で亡くなり、一家は資産の行方が分からなくなってしまった。
1988年4月15日に、香港でジル・グリーンと結婚し、現在はロンドン市内に暮らしている。妻ジルはアンソニーが脚本を書いているITVの『刑事フォイル』のプロデュースをした。夫妻には2人の息子がおり、1989年に長男ニコラス・マークが、1991年に次男カシアン・ジェームズが生まれている。作品のアイディアやリサーチにも協力してくれ、成功したのは家族のおかげとも思っている。子供を守るチャリティ団体キッドスケープを後援している。

## 作家としてのキャリア

### 1979年から現在まで
1979年に上梓した処女作"The Sinister Secret of Frederick K Bower" （後に"Enter Frederick K Bower" と改題）は子供向けのユーモアな冒険小説だった。1981年に第2作"Misha, the Magician and the Mysterious Amulet" を刊行すると、3作目の執筆のためにパリへ越した。1983年、Pentagram シリーズの第1作"The Devil's Door-Bell" を刊行。これは、マーティン・ホプキンスが世界を脅かす古代の魔物と戦うというストーリーだった。その後、1986年までにシリーズの残り3作、"The Night of the Scorpion" (1984) 、"The Silver Citadel" (1986) 、"Day of the Dragon" (1986) が書かれた。1985年、世界中の神話や伝説を子供向けに書いた"Myths and Legends" を刊行。
こういった作品を書きながら、伝説上のキャラクターに興味を持ち、リチャード・カーペンターが脚本を務めたテレビドラマ"Robin of Sherwood" の第3シーズンで5話分のエピソードの脚本を担当した。また、カーペンターが書いた3エピソードを子供向けに書き直し、"Robin Sherwood: The Hooded Man" のタイトルで1986年に刊行した。1987年には、ウィリアム・テルを下敷きにした30分のアクション&冒険ドラマ"Crossbow" を製作した。
1988年に上梓した"Groosham Grange" で、翌1989年に児童文学賞、ランカシャー・ブック・オブ・ザ・イヤーを受賞。ホロヴィッツ自身がボーディング・スクールで過ごした日々を基に描いた作品である。主人公は特別な力を持つ13歳の魔法使いデヴィッド・エリオットで、著者の幸せではなかった幼少期が反映されている。これ以前に書かれた作品より、年少者向けの作品である。
同じ頃には他に、"Adventurer" (1987) や"Starting Out" (1990) なども刊行されていたが、この頃に出た作品で最も有名になったのがダイヤモンド・ブラザーズの第1作『ダイヤモンド・ブラザーズ〈ケース1〉危険なチョコボール』（原題：The Falcon's Malteser ）で、1989年に『プライベート・アイズ/100カラットの報酬』（原題："Just Ask for Diamond" ）のタイトルで映画化された（日本未公開）。コリン・デイルとダーシュレイ・マクリンデンが主人公の兄弟、ニック&ティムを演じ、他にビル・パターソンやスザンナ・ヨーク、ジミー・ネイルらが出演した。1987年にシリーズ第2作"Public Enemy Number Two" 、1991年に第3作"South by South East" 以後、中短編集1冊と長編1冊が刊行された。

### 1994年から現在まで
1990年代には多くの単独小説を執筆した。1994年に上梓した"Granny" は3年ぶりとなる作品で、邪悪なおばあちゃんというコメディスリラーであった。"Granny" は3部作で、1996年に、体の入れ替わりを題材とした第2作"The Switch" を上梓。翌1997年にはエリザベス朝を舞台に、エリザベス1世に隠し子がいるという噂を暴く"The Devil and His Boy" を上梓。1999年、"Groosham Grange" の続編となる"The Unholy Grail" を上梓（2003年に"Return to Groosham Grange" と改題）。1999年の"Horowitz Horror" を、2000年の"More Horowitz Horror" はホラー短編集で、よりダークな一面があることを見せつけた。
2000年以降に出した作品で最も有名で最も売れた作品が、「女王陛下の少年スパイ! アレックス」シリーズである。主人公のアレックス・ライダーはMI6の秘密支部のメンバーで、14歳にしてスパイという設定である。シリーズは、『ストームブレイカー』（2000年）、『ポイントブランク』（2001年）、『スケルトンキー』（2002年）、『イーグルストライク』（2003年）、『スコルピア』（2004年）、『アークエンジェル』（2005年）、"Snakehead" （2007年）、"Crocodile Tears" （2009年）、"Scorpia Rising" （2011年）、"Russian Roulette" （2013年）と続く。"Russian Roulette" はシリーズ第1作から登場している悪役ヤッセン・グレゴヴィッチを主人公にしたスピンオフ作品で、第9作"Scorpia Rising" がシリーズ最終巻だとホロヴィッツは述べている。
2003年には、ダイヤモンドブラザーズシリーズの"The Blurred Man" 、"The French Confection" 、"I Know What You Did Last Wednesday" の3編を執筆しており、これらは2004年に"Three of Diamonds" にまとめられて刊行された。『スコルピア』の初期の版や"Three of Diamonds" では、著者紹介欄にダイヤモンドブラザーズシリーズの新作"Radius of the Lost Shark" 執筆のためにオーストラリアに行っていると書かれていたが、今なお出版の情報はない。シリーズの短編The Greek who Stole Christmas!" が後に発表され、その中で"Radius of the Lost Shark" についてシリーズの8作目になるとほのめかされている。
2004年、大人向けへと手を広げ、コメディ作品"The Killing Joke" を発表。2冊目の一般小説は"The Magpie Murders" というミステリ作品で、ミステリ作家が最新作の執筆中に殺害されるというストーリーである。
2005年8月、新シリーズ"The Power of Five" の第1作"Raven's Gate" を発表。「アレックス・ライダーに魔女と悪魔を足したようなもの」と述べている。2006年4月に第2作"Evil Star" が、2007年4月に第3作"Nightrise" が、2008年10月に第4作"Necropolis" 、2012年10月にシリーズ最終作"Oblivion" が発表された。"The Power of Five" シリーズは、五芒星が5冊の書物を求めるストーリーであったが、ホロヴィッツは4冊で終わらせてしまった。アレックス・ライダーシリーズと同じ読者層を想定していたが、"The Power of Five" はランキングで1位になるなど、より幅広い年齢層から支持を受けた。
2008年10月、"Mindgame" がニューヨークのソーホー劇場でオフ・ブロードウェイとして舞台化され、キース・キャラダイン、リー・ゴダート、キャスリーン・マクナニーらが出演した。演出を務めたケン・ラッセルは同作が初の舞台演出作品であった。ダレン・シャンが似た名前のキャラクターを用いていたり、そっくりな描写があると論争になったことがあり、最近では告訴も検討したが結局止めたとジョークにしている。
2009年3月、BBCのラジオ3で放送されている伝記・音楽・討論番組"Private Passions" に出演。
2011年1月19日、ホロヴィッツがシャーロック・ホームズシリーズの続編『絹の家』を執筆することをアーサー・コナン・ドイル財団が発表、同財団がシリーズの正式な続編の執筆を認めたのは初めてである。同作は2011年11月に刊行され、2014年には更なる続編『モリアーティ』が刊行された。
2014年10月、ジェームズ・ボンドシリーズの新作『007 逆襲のトリガー』を執筆、2015年下半期に上梓することをイアン・フレミング財団が発表。
2014年、文学分野での功績を認められ、新年の叙勲式で大英帝国勲章のオフィサーに叙せられた。2022年、大英帝国勲章コマンダー受章。
2018年に『カササギ殺人事件』、2019年に『メインテーマは殺人』、2020年に『その裁きは死』、2021年に『ヨルガオ殺人事件』で、「このミステリーがすごい！」や「週刊文春ミステリーベスト10」などの主要なミステリランキングを、史上初となる4年連続で制覇した。

### テレビ・映画の脚本執筆
1980年代にテレビの脚本を書き始め、子供向けのアンソロジー番組"Dramarama" や、人気ファンタジードラマ"Robin of Sherwood" を手掛けた。1990年代には、エルキュール・ポアロシリーズを映像化したITVの『名探偵ポワロ』の脚本を担当。
1991年にBBC2で放送された"Murder Most Horrid" や、ジム・ブロードベントが主演した1995年の"The Last Englishman" に代表されるように、ホロヴィッツの作品はコミカルなエッジが効いている。1997年からは『バーナビー警部』の脚本をシーズン3まで担当。2001年、完全なオリジナルとなる"Murder in Mind" を執筆。
1997年に放送されたSFドラマ"Crime Traveller" や、1998年に放送された"The Vanishing Man" も脚本を執筆したが、自己評価は低かった。"Crime Traveller" は人気を博したが、第2シーズンは制作されなかった。2002年から2015年までは、第二次世界大戦中のイギリスを舞台としたミステリドラマ『刑事フォイル』が放送された。
2009年、ITVのテレビドラマ"Collision" をマイケル・A・ウォーカーとの共同脚本で制作。
2003年に公開され、クリスティーナ・リッチが主演した長編映画『ギャザリング』や、自著『ストームブレイカー』を映画化した『アレックス・ライダー』の脚本も担当した
2011年4月6日、BBCラジオ5のインタビューで、スティーヴン・スピルバーグの『タンタンの冒険/ユニコーン号の秘密』の続編の執筆中であると語った。続編は『タンタンの冒険』シリーズの『太陽の神殿』を原作とする作品で、第1作と同じくピーター・ジャクソンが製作するという。

## 文学賞受賞・候補歴
- 1989年 - 『Groosham Grange』でランカシャー・ブック・オブ・ザ・イヤー受賞[32]。
- 2003年 - 『スケルトンキー』でHampshire Book Awards（英語版）受賞[33]。
- 2006年 - 『Raven's Gate』でランカシャー・ブック・オブ・ザ・イヤー受賞[34]。
- 2007年 - 『Evil Star』でHampshire Book Awards候補[33]。
- 2019年 - 『カササギ殺人事件』で第16回本屋大賞「翻訳小説部門」を受賞[35][36]。

## ミステリ・ランキング

### 週刊文春ミステリーベスト10
- 2018年 - 『カササギ殺人事件』1位
- 2019年 - 『メインテーマは殺人』1位
- 2020年 - 『その裁きは死』1位
- 2021年 - 『ヨルガオ殺人事件』1位
- 2022年 - 『殺しへのライン』2位
- 2023年 - 『ナイフをひねれば』2位
- 2024年 - 『死はすぐそばに』1位

### このミステリーがすごい!
- 2019年 - 『カササギ殺人事件』1位
- 2020年 - 『メインテーマは殺人』1位
- 2021年 - 『その裁きは死』1位
- 2022年 - 『ヨルガオ殺人事件』1位
- 2023年 - 『殺しへのライン』2位
- 2024年 - 『ナイフをひねれば』2位
- 2025年 - 『死はすぐそばに』3位

### ミステリが読みたい!
- 2019年 - 『カササギ殺人事件』1位
- 2020年 - 『メインテーマは殺人』1位
- 2021年 - 『その裁きは死』1位
- 2022年 - 『ヨルガオ殺人事件』2位
- 2023年 - 『殺しへのライン』2位
- 2024年 - 『ナイフをひねれば』2位
- 2025年 - 『死はすぐそばに』1位

### 本格ミステリ・ベスト10
- 2019年 - 『カササギ殺人事件』1位
- 2020年 - 『メインテーマは殺人』1位
- 2021年 - 『その裁きは死』1位
- 2022年 - 『ヨルガオ殺人事件』1位
- 2023年 - 『殺しへのライン』2位
- 2024年 - 『ナイフをひねれば』3位
- 2025年 - 『死はすぐそばに』1位

## 小説作品リスト

### Groosham Grange
- Groosham Grange (1988)
- The Unholy Grail (1990)[注 2]

### 女王陛下の少年スパイ! アレックス シリーズ
邦訳版は、漫画家の荒木飛呂彦がイラストを手掛けている。
| #  | 邦題               | 原題                               | 刊行年 | 刊行年月   | 訳者     | 出版社 |
| -- | ------------------ | ---------------------------------- | ------ | ---------- | -------- | ------ |
| 01 | ストームブレイカー | Stormbreaker                       | 2000年 | 2002年08月 | 竜村風也 | 集英社 |
| 02 | ポイントブランク   | Point Blanc                        | 2001年 | 2002年12月 | 竜村風也 | 集英社 |
| 03 | スケルトンキー     | Skeleton Key                       | 2002年 | 2003年06月 | 森嶋マリ | 集英社 |
| 04 | イーグルストライク | Eagle Strike                       | 2003年 | 2003年11月 | 森嶋マリ | 集英社 |
|    |                    | Alex Rider: Secret Weapon （短編） | 2003年 |            |          |        |
| 05 | スコルピア         | Scorpia                            | 2004年 | 2004年07月 | 森嶋マリ | 集英社 |
| 06 | アークエンジェル   | Ark Angel                          | 2005年 | 2007年07月 | 佐宗鈴夫 | 集英社 |
| 07 |                    | Snakehead                          | 2007年 |            |          |        |
| 08 |                    | Crocodile Tears                    | 2009年 |            |          |        |
| 09 |                    | Scorpia Rising                     | 2011年 |            |          |        |
| 10 |                    | Russian Roulette                   | 2013年 |            |          |        |

### ダイヤモンド・ブラザーズ シリーズ
| # | 邦題                                                  | 原題                               | 刊行年       | 刊行年月  | 訳者     | 出版社 |
| - | ----------------------------------------------------- | ---------------------------------- | ------------ | --------- | -------- | ------ |
| 1 | ダイヤモンド・ブラザーズ〈ケース1〉危険なチョコボール | The Falcon's Malteser              | 1986年       | 2009年1月 | 金原瑞人 | 文溪堂 |
| 2 | ダイヤモンド・ブラザーズ〈ケース2〉裏切りのクジャク   | Public Enemy Number Two            | 1987年       | 2009年2月 | 金原瑞人 | 文溪堂 |
| 3 | ダイヤモンド・ブラザーズ〈ケース3〉逆転のオークション | South By South East                | 1991年       | 2009年2月 | 金原瑞人 | 文溪堂 |
| 4 | ダイヤモンド・ブラザーズ〈ケース4〉空とぶフランス菓子 | The French Confection              | 2003年       | 2009年3月 | 樋渡正人 | 文溪堂 |
| 4 | 同時収録「ピンぼけのサーカス」                        | The Blurred Man                    | 2003年       | 2009年3月 | 渡邉了介 | 文溪堂 |
| 5 | ダイヤモンド・ブラザーズ〈ケース5〉禁断のクロコダイル | I Know What You Did Last Wednesday | 2003年       | 2009年3月 | 西田登   | 文溪堂 |
| 5 | 同時収録「盗まれたクリスマス」                        | The Greek Who Stole Christmas      | 2008年       | 2009年3月 | 金原瑞人 | 文溪堂 |
| 6 |                                                       | Where Seagulls Dare                | 2022年       |           |          |        |
| 7 |                                                       | The Radius of the Lost Shark       | （刊行予定） |           |          |        |

### Pentagram シリーズ
- The Devil's Door-Bell (1983)
- The Night of the Scorpion (1983)
- The Silver Citadel (1986)
- Day of the Dragon (1989)

### The Power of Five[注 4]
- Raven's Gate (2005.8)
- Evil Star (2006.4)
- Nightrise (2007.4)
- Necropolis (2008.10)
- Oblivion (2012.10)

### その他の小説
- Enter Frederick K Bower (1978)
- The Sinister Secret of Frederick K Bower (1979)
- Misha, the Magician and the Mysterious Amulet (1981)
- Robin of Sherwood: The Hooded Man (1986) - リチャード・カーペンター共作
- Adventurer (1987)
- New Adventures of William Tell (1987)
- Starting Out (1990)
- Granny (1994)
- The Switch (1996)
- The Devil and His Boy (1998)

### 一般小説

#### シャーロック・ホームズ シリーズ
- The House of Silk (2011.11)
  - シャーロック・ホームズ 絹の家（駒月雅子訳、2013年4月 角川書店 / 2015年10月 角川文庫 ）
- Moriarty  (2014.9)
  - モリアーティ（駒月雅子訳、2015年11月 KADOKAWA / 2018年4月 角川文庫）

#### ジェームズ・ボンド シリーズ
- Trigger Mortis (2015.9)
  - 007 逆襲のトリガー（駒月雅子訳、2017年3月 KADOKAWA / 2019年5月 角川文庫）

- Forever and a Day（英語版）(2018)

- Untitled Bond novel (2022)

#### スーザン・ライランド シリーズ
- Magpie Murders （2016.10）
  - カササギ殺人事件（山田蘭訳、2018年9月 創元推理文庫）
- Moonflower Murders (2020.8)
  - ヨルガオ殺人事件（山田蘭訳、2021年9月 創元推理文庫）

#### ホーソーン&ホロヴィッツ シリーズ
- The Word Is Murder (2017.8)
  - メインテーマは殺人（山田蘭訳、2019年9月 創元推理文庫）
- The Sentence Is Death (2018.11)
  - その裁きは死（山田蘭訳、2020年9月 創元推理文庫）
- A Line to Kill (2021)
  - 殺しへのライン（山田蘭訳、2022年9月 創元推理文庫）
- The Twist of a Knife (2022)
  - ナイフをひねれば（山田蘭訳、2023年9月 創元推理文庫)
- Close to Death (2024)
  - 死はすぐそばに （山田蘭訳、2024年9月 創元推理文庫)

#### その他の小説
- William S. (1999)
- Mindgame (2001) - 後に舞台化
- The Killing Joke (2004)

## 脚本作品リスト

### 映画
| 邦題                                   | 原題                 | 製作年 | 主な出演者                                 | 備考                         |
| -------------------------------------- | -------------------- | ------ | ------------------------------------------ | ---------------------------- |
| プライベート・アイズ/100カラットの報酬 | Just Ask for Diamond | 1988年 | コリン・デイル、ダースリー・マックリンデン | 日本未公開                   |
| ギャザリング                           | The Gathering        | 2003年 | クリスティーナ・リッチ                     |                              |
| アレックス・ライダー                   | Stormbreaker         | 2006年 | アレックス・ペティファー                   | 原作：『ストームブレイカー』 |

### テレビシリーズ
| 邦題                                      | 原題                     | 放送年      | 備考                             |
| ----------------------------------------- | ------------------------ | ----------- | -------------------------------- |
|                                           | Robin of Sherwood        | 1986年      | 全5エピソード                    |
|                                           | Boon                     | 1987年      | シーズン2-6 "Wheels of Fortune"  |
|                                           | Crossbow                 | 1987年      | シーズン1-3 "The Little Soldier" |
|                                           | Dramarama                | 1989年      | シーズン7-4 "Back to Front"      |
| 名探偵ポワロ                              | Agatha Christie's Poirot | 1991–2001年 | 全11エピソード                   |
| バーナビー警部                            | Midsomer Murders         | 1997–2000年 | 全6エピソード                    |
|                                           | Crime Traveller          | 1997年      | 兼製作、全8エピソード            |
|                                           | Murder in Mind           | 2001–2003年 | 兼製作、全7エピソード            |
| 刑事フォイル                              | Foyle's War              | 2002–2015年 | 兼製作、全25エピソード           |
| 衝突                                      | Collision                | 2009年      | 兼製作、全5エピソード            |
| インジャスティス ～法と正義の間で～       | Injustice                | 2011年      | 兼製作、全5エピソード            |
| ニュー・ブラッド 新米捜査官の事件ファイル | New Blood                | 2016年      | 全7エピソード                    |